# Rosenborg Ballklub 1995
Questa pagina raccoglie i dati riguardanti il Rosenborg Ballklub nelle competizioni ufficiali della stagione 1995.

## Stagione
Nella stagione 1995, il Rosenborg realizzò il double: vinse infatti campionato e Coppa di Norvegia. Si trattò del decimo titolo nazionale della storia del club, nonché il terzo consecutivo; fu invece il settimo successo nella coppa nazionale. Harald Martin Brattbakk ed Erik Hoftun furono i calciatori più utilizzati in campionato, con 26 presenze su 26. Brattbakk fu anche il miglior marcatore, con 26 reti all'attivo. Nella Champions League 1995-1996, invece, il Rosenborg non superò la fase a gironi, che vedeva come avversari Blackburn, Spartak Mosca e Legia Varsavia.

## Maglie e sponsor
Lo sponsor tecnico per la stagione 1995 fu Adidas. La divisa casalinga prevedeva una maglietta bianca con inserti neri, pantaloncini neri e calzettoni bianchi.
| Casa |

## Rosa
| N. |                     | Ruolo | Calciatore              |
| -- | ------------------- | ----- | ----------------------- |
| 1  | Norvegia (bandiera) | P     | Ola By Rise             |
| 3  | Norvegia (bandiera) | D     | Erik Hoftun             |
| 4  | Norvegia (bandiera) | D     | Bjørn Otto Bragstad     |
| 5  | Norvegia (bandiera) | D     | Ståle Stensaas          |
| 6  | Norvegia (bandiera) | C     | Roar Strand             |
| 7  | Norvegia (bandiera) | C     | Tom Kåre Staurvik       |
| 8  | Norvegia (bandiera) | C     | Bent Skammelsrud        |
| 9  | Norvegia (bandiera) | A     | Karl Petter Løken       |
| 10 | Norvegia (bandiera) | A     | Harald Martin Brattbakk |

| N. |                       | Ruolo | Calciatore          |
| -- | --------------------- | ----- | ------------------- |
| 11 | Norvegia (bandiera)   | A     | Mini Jakobsen       |
| 12 | Norvegia (bandiera)   | P     | Jørn Jamtfall       |
| 13 | Norvegia (bandiera)   | A     | Arne Winsnes        |
| 14 | Norvegia (bandiera)   | D     | Vegard Heggem       |
| 15 | Norvegia (bandiera)   | D     | Jon Olav Hjelde     |
| 16 | Norvegia (bandiera)   | A     | Steffen Iversen     |
| 17 | Norvegia (bandiera)   | C     | Espen Solheim       |
| 18 | Norvegia (bandiera)   | D     | Bjørn Tore Kvarme   |
| 20 | Norvegia (bandiera)   | C     | Trond Egil Soltvedt |
| 21 | Costa Rica (bandiera) | A     | Hernán Medford      |

## Calciomercato

### Sessione invernale
| Acquisti | Acquisti            | Acquisti   | Acquisti   |
| R.       | Nome                | da         | Modalità   |
| -------- | ------------------- | ---------- | ---------- |
| C        | Trond Egil Soltvedt | Brann      | definitivo |
| C        | Tom Kåre Staurvik   | Bodø/Glimt | definitivo |

| Cessioni | Cessioni           | Cessioni     | Cessioni   |
| R.       | Nome               | a            | Modalità   |
| -------- | ------------------ | ------------ | ---------- |
| D        | Helge Aune         | Bodø/Glimt   | definitivo |
| C        | Kent Bergersen     | Vålerenga    | definitivo |
| C        | Øyvind Leonhardsen | Wimbledon FC | definitivo |
| C        | Ronny Støbakk      | Strindheim   | definitivo |
| A        | Kjell Roar Kaasa   | Stabæk       | definitivo |

### Sessione estiva
| Acquisti | Acquisti | Acquisti | Acquisti |
| R.       | Nome     | da       | Modalità |
| -------- | -------- | -------- | -------- |

| Cessioni | Cessioni | Cessioni | Cessioni |
| R.       | Nome     | a        | Modalità |
| -------- | -------- | -------- | -------- |

## Risultati

### Tippeligaen

#### Girone di andata
| Arbitro: | Larsgård |

|                                                                 |           |  |
| Jakobsen 13’, 36’ Brattbakk 22’ Skammelsrud 37’, 70’ Strand 71’ | Marcatori |  |

| Arbitro: | Skjervold (Lillestrøm) |

|  |           |                                                        |
|  | Marcatori | 4’ Brattbakk 65’ Jakobsen 69’ Strand 86’ Stensaas ?’ ? |

| Arbitro: | Hollung |

|              |           |      |
| Strandli 80’ | Marcatori | ?’ ? |

| Arbitro: | Olsen (Kristiansand) |

|              |           |  |
| Jakobsen 35’ | Marcatori |  |

| Arbitro: | Hauge (Bergen) |

|               |           |                                 |
| Solbakken 43’ | Marcatori | 31’ Staurvik 60’, 61’ Brattbakk |

| Arbitro: | Hauge (Bergen) |

|                                                       |           |                     |
| Brattbakk 33’, 71’ Løken 43’ Bragstad 63’ Iversen 81’ | Marcatori | 46’ Viljugrein ?’ ? |

| Arbitro: | Kjelbrott |

|            |           |                                |
| Øverby 70’ | Marcatori | 30’, 55’ Brattbakk 77’ Iversen |

| Arbitro: | Haugstad |

|                                                                        |           |             |
| Brattbakk 6’, 45’ Skammelsrud 23’ Strand 25’ Soltvedt 38’ Jakobsen 80’ | Marcatori | 87’ Televik |

| Arbitro: | Øvrebø (Oslo) |

|         |           |                           |
| Flo 62’ | Marcatori | 57’ Jakobsen 64’ Bragstad |

| Arbitro: | Nilsen |

|                               |           |                       |
| Bragstad 76’, 91’ Iversen 85’ | Marcatori | 61’ Haug 75’ Nysæther |

| Arbitro: | Olsen (Kristiansand) |

|             |           |                                     |
| Løvland 11’ | Marcatori | 1’ Staurvik 5’ Strand 33’ Brattbakk |

| Arbitro: | Pedersen (Jeløy) |

|                                   |           |                                |
| Staurvik 16’ Skammelsrud 39’, 52’ | Marcatori | 18’, 70’ Sørensen 31’ Johansen |

| Arbitro: | Bondal |

|                           |           |                           |
| A. Stavrum 52’ Rekdal 68’ | Marcatori | 24’ Soltvedt 84’ Bragstad |

#### Girone di ritorno
| Arbitro: | Hauge (Bergen) |

|                |           |  |
| Løken 46’, 85’ | Marcatori |  |

| Arbitro: | Olsen (Kristiansand) |

|                                                |           |          |
| Skammelsrud 2’ Brattbakk 39’, 83’ Bragstad 56’ | Marcatori | 73’ Lund |

| Arbitro: | Haugstad |

|                      |           |                |
| Nysæther 5’ Haug 11’ | Marcatori | 7’ Skammelsrud |

| Arbitro: | Øvrebø (Oslo) |

|                       |           |  |
| Jakobsen 5’ Løken 88’ | Marcatori |  |

| Arbitro: | Kjelbrott |

|           |           |                                             |
| Sylte 53’ | Marcatori | 41’ Jakobsen 47’ Brattbakk 66’, 75’ Iversen |

| Arbitro: | Ditlefsen (Mo i Rana) |

|                                                                           |           |                |
| Brattbakk 26’, 57’, 75’ Løken 43’, 89’ Jakobsen 61’ Iversen 65’, 73’, 81’ | Marcatori | 72’ Nestorović |

| Arbitro: | Nilsen |

|                     |           |               |
| Mayer 45’ Kaasa 81’ | Marcatori | 85’ Brattbakk |

| Arbitro: | Pedersen (Jeløy) |

|                    |           |            |
| Brattbakk 13’, 27’ | Marcatori | 4’ Frigård |

| Arbitro: | Skjervold (Lillestrøm) |

|                            |           |                         |
| Bergersen 40’ Pedersen 48’ | Marcatori | 61’ Jakobsen 68’ Heggem |

| Arbitro: | Olsen (Kristiansand) |

|                                |           |               |
| Staurvik 2’ Brattbakk 34’, 90’ | Marcatori | 86’ Johansson |

| Arbitro: | Skjerven (Kaupanger) |

|                   |           |             |
| Brattbakk 9’, 66’ | Marcatori | 30’ Walltin |

| Arbitro: | Kjelbrott |

|            |           |              |
| Håpnes 36’ | Marcatori | 89’ Soltvedt |

### Coppa di Norvegia
|  | National | 0 – 8 referto | Rosenborg |  |

|  | Rosenborg | 5 – 0 referto | Byåsen |  |

|  | Alta | 2 – 6 referto | Rosenborg |  |

|  | Eik-Tønsberg | 1 – 1 referto | Rosenborg |  |

|  | Rosenborg | 4 – 1 referto | Eik-Tønsberg |  |

|  | Rosenborg | 2 – 0 referto | Start |  |

|  | Hødd | 0 – 5 referto | Rosenborg |  |

|  | Brann | 1 – 1 referto | Rosenborg |  |

|  | Rosenborg | 3 – 1 referto | Brann |  |

### Champions League
| Arbitro: | Albrecht |

|                                     |           |  |
| Hoftun 23’ Strand 27’ Brattbakk 75’ | Marcatori |  |

| Arbitro: | Batta |

|                                 |           |                 |
| Mehmet 9’ Kuntz 85’ (rig.), 87’ | Marcatori | 67’ Skammelsrud |

| Arbitro: | Porumboiu |

|                           |           |                     |
| Pisz 65’, 74’ Staniek 69’ | Marcatori | 64’ (rig.) Jakobsen |

| Arbitro: | Benkö |

|                        |           |            |
| Løken 28’ Stensaas 86’ | Marcatori | 62’ Newell |

| Arbitro: | García-Aranda |

|                        |           |                                              |
| Løken 2’ Brattbakk 44’ | Marcatori | 58’ Aleničev 67’ Nykyforov 76’, 83’ Kechinov |

| Arbitro: | Krondl |

|                                                |           |           |
| Shmarov 2’ Juran 9’ Cymbalar' 19’ Tichonov 80’ | Marcatori | 90’ Løken |

| Arbitro: | Weber |

|                                                  |           |  |
| Strand 17’ Brattbakk 44’ Jakobsen 63’ Heggem 88’ | Marcatori |  |

| Arbitro: | Pauchard |

|                                         |           |             |
| Shearer 16’ (rig.) Newell 31’, 37’, 40’ | Marcatori | 30’ Iversen |

## Statistiche

### Statistiche di squadra
| Competizione      | Punti | In casa | In casa | In casa | In casa | In casa | In casa | In trasferta | In trasferta | In trasferta | In trasferta | In trasferta | In trasferta | Totale | Totale | Totale | Totale | Totale | Totale | DR  |
| Competizione      | Punti | G       | V       | N       | P       | Gf      | Gs      | G            | V            | N            | P            | Gf           | Gs           | G      | V      | N      | P      | Gf     | Gs     | DR  |
| ----------------- | ----- | ------- | ------- | ------- | ------- | ------- | ------- | ------------ | ------------ | ------------ | ------------ | ------------ | ------------ | ------ | ------ | ------ | ------ | ------ | ------ | --- |
| Tippeligaen       | 62    | 13      | 12      | 1       | 0       | 48      | 13      | 13           | 7            | 4            | 2            | 30           | 16           | 26     | 19     | 5      | 2      | 78     | 29     | +49 |
| Coppa di Norvegia | -     | 4       | 4       | 0       | 0       | 14      | 2       | 5            | 3            | 2            | 0            | 21           | 3            | 9      | 7      | 2      | 0      | 35     | 5      | +30 |
| Champions League  | -     | 4       | 3       | 0       | 1       | 11      | 5       | 4            | 0            | 0            | 4            | 4            | 14           | 8      | 3      | 0      | 5      | 15     | 19     | -4  |
| Totale            | -     | 21      | 19      | 1       | 1       | 73      | 19      | 22           | 10           | 6            | 6            | 55           | 33           | 43     | 29     | 7      | 7      | 128    | 53     | +75 |

### Statistiche dei giocatori
| Giocatore      | Tippeligaen | Tippeligaen | Tippeligaen | Tippeligaen | Coppa di Norvegia | Coppa di Norvegia | Coppa di Norvegia | Coppa di Norvegia | Champions League | Champions League | Champions League | Champions League | Totale   | Totale | Totale      | Totale     |
| Giocatore      | Presenze    | Reti        | Ammonizioni | Espulsioni  | Presenze          | Reti              | Ammonizioni       | Espulsioni        | Presenze         | Reti             | Ammonizioni      | Espulsioni       | Presenze | Reti   | Ammonizioni | Espulsioni |
| -------------- | ----------- | ----------- | ----------- | ----------- | ----------------- | ----------------- | ----------------- | ----------------- | ---------------- | ---------------- | ---------------- | ---------------- | -------- | ------ | ----------- | ---------- |
| B. Bragstad    | 25          | 6           | ?           | ?           | ?                 | ?                 | ?                 | ?                 | ?                | ?                | ?                | ?                | 25+      | 6+     | ?           | ?          |
| H. Brattbakk   | 26          | 26          | ?           | ?           | ?                 | ?                 | ?                 | ?                 | ?                | ?                | ?                | ?                | 26+      | 26+    | ?           | ?          |
| O. By Rise     | 18          | 0           | ?           | ?           | ?                 | ?                 | ?                 | ?                 | ?                | ?                | ?                | ?                | 18+      | 0+     | ?           | ?          |
| V. Heggem      | 15          | 1           | ?           | ?           | ?                 | ?                 | ?                 | ?                 | ?                | ?                | ?                | ?                | 15+      | 1+     | ?           | ?          |
| J. Hjelde      | 7           | 0           | ?           | ?           | ?                 | ?                 | ?                 | ?                 | ?                | ?                | ?                | ?                | 7+       | 0+     | ?           | ?          |
| E. Hoftun      | 26          | 0           | ?           | ?           | ?                 | ?                 | ?                 | ?                 | ?                | ?                | ?                | ?                | 26+      | 0+     | ?           | ?          |
| S. Iversen     | 25          | 8           | ?           | ?           | ?                 | ?                 | ?                 | ?                 | ?                | ?                | ?                | ?                | 25+      | 8+     | ?           | ?          |
| M. Jakobsen    | 25          | 10          | ?           | ?           | ?                 | ?                 | ?                 | ?                 | ?                | ?                | ?                | ?                | 25+      | 10+    | ?           | ?          |
| J. Jamtfall    | 9           | 0           | ?           | ?           | ?                 | ?                 | ?                 | ?                 | ?                | ?                | ?                | ?                | 9+       | 0+     | ?           | ?          |
| B. Kvarme      | 23          | 0           | ?           | ?           | ?                 | ?                 | ?                 | ?                 | ?                | ?                | ?                | ?                | 23+      | 0+     | ?           | ?          |
| K. Løken       | 24          | 6           | ?           | ?           | ?                 | ?                 | ?                 | ?                 | ?                | ?                | ?                | ?                | 24+      | 6+     | ?           | ?          |
| B. Skammelsrud | 25          | 7           | ?           | ?           | ?                 | ?                 | ?                 | ?                 | ?                | ?                | ?                | ?                | 25+      | 7+     | ?           | ?          |
| E. Solheim     | 3           | 0           | ?           | ?           | ?                 | ?                 | ?                 | ?                 | ?                | ?                | ?                | ?                | 3+       | 0+     | ?           | ?          |
| T. Soltvedt    | 25          | 3           | ?           | ?           | ?                 | ?                 | ?                 | ?                 | ?                | ?                | ?                | ?                | 25+      | 3+     | ?           | ?          |
| T. Staurvik    | 24          | 4           | ?           | ?           | ?                 | ?                 | ?                 | ?                 | ?                | ?                | ?                | ?                | 24+      | 4+     | ?           | ?          |
| S. Stensaas    | 24          | 1           | ?           | ?           | ?                 | ?                 | ?                 | ?                 | ?                | ?                | ?                | ?                | 24+      | 1+     | ?           | ?          |
| R. Strand      | 23          | 4           | ?           | ?           | ?                 | ?                 | ?                 | ?                 | ?                | ?                | ?                | ?                | 23+      | 4+     | ?           | ?          |
| A. Winsnes     | 1           | 0           | ?           | ?           | ?                 | ?                 | ?                 | ?                 | ?                | ?                | ?                | ?                | 1+       | 0+     | ?           | ?          |